# Raoul Claes
Raoul Jean Marie Claes (Brussel, 2 oktober 1864 – Leuven, 2 juli 1941) was een Belgisch advocaat, sportbestuurder en liberaal politicus voor de LP.

## Levensloop
Het leven van Claes, een Brusselaar die naar Leuven verhuisde om te studeren en na zijn studies advocaat werd, stond sterk in het teken van de fiets. 
In Leuven kwam hij in aanraking met de fiets. Hij stichtte op 11 september 1882 samen met enkele medestudenten de Véloce Club Louvaniste. Een lid van deze club, Emile Sweron, werd op 7 september 1884 kampioen van België op de hoge bi. De club splitste in 1885 in twee. Op 22 september 1885 ontstond zo de Union Vélocipédique Louvaniste. Claes werd secretaris hiervan en in januari 1893 voorzitter van de Brabantse sectie. In die hoedanigheid was hij betrokken bij de organisatie van de eerste editie van de klassieker Parijs-Brussel. Van 1893 tot 1897 was hij voorzitter van de Koninklijke Belgische Wielerbond. Gedurende zijn voorzitterschap steeg het aantal clubs van 34 naar 189 en het aantal leden van  1750 naar 10375. Ook gaf hij in 1891 een wielergids uit, voornamelijk met fietsroutes rond Leuven.
In 1904 werd hij verkozen als gemeenteraadslid te Leuven en in 1905 werd hij er schepen van onderwijs. Van 1933 tot 1938 was hij burgemeester van de stad. Hij leidde daarbij een liberaal-socialistische coalitie. Door een slepende ziekte was Claes vanaf april 1935 in de onmogelijkheid het burgemeesterambt uit te oefenen en trad de socialist Edmond Doms op als dienstdoend burgemeester. Ook zetelde Claes van 1904 tot 1932 voor het kiesarrondissement Leuven in de Kamer van volksvertegenwoordigers.
Claes outte zich in 1923 tijdens een debat met de socialist Louis Tielemans in de Leuvense gemeenteraad over de boombestanden op de Volksplaats (het huidige Ladeuzeplein) en de Hogeschoolplaats als bomenliefhebber. Enkele jaren eerder had hij zich ook reeds ingezet om het Arenbergdomein te laten beschermen. Eveneens onder zijn bewind werd een borstbeeld (vervaardigd door Victor Rousseau) van de in het Frans schrijvende litterator Albert Giraud ingehuldigd.
In het Leuvense stadhuis bevindt zich een staatsieportret van Claes vervaardigd door Louis Jotthier.